# Albești (Botoșani)
Pour les articles homonymes, voir Albești.
Albești est une commune du județ de Botoșani en Roumanie.

## Démographie
Lors du recensement de 2011, 91,85 % de la population se déclarent comme roumains et 3,52 % comme roms (4,6 % ne déclarent pas d'appartenance ethnique et 0,01 % déclarent appartenir à une autre ethnie).
En 2011, la répartition des groupes confessionnels se présente comme suit :
- Orthodoxes : 76,46 %
- Pentecôtistes : 18,27 %
- Inconnue : 4,6 %
- Autres : 0,65 %

## Politique
| Parti | Parti                           | Sièges |
| ----- | ------------------------------- | ------ |
|       | Parti national libéral (PNL)    | 11     |
|       | Parti social-démocrate (PSD)    | 3      |
|       | Parti Mouvement populaire (PMP) | 1      |